# Inlandsis laurentidien

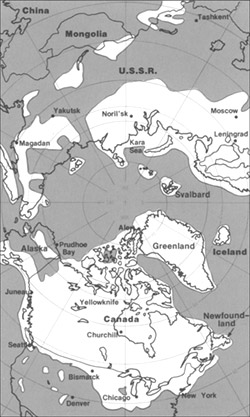
Étendue de la glaciation du Pléistocène, qui inclut la présence de l'inlandsis laurentidien.

L'inlandsis laurentidien ou calotte laurentide est un inlandsis, une immense calotte glaciaire, qui recouvrait une bonne partie du continent nord-américain, notamment la région des Grands Lacs lors de la dernière glaciation dite de Wisconsin. 

## Retrait
Les glaces de cet inlandsis, en se retirant à la suite du réchauffement climatique intervenu il y a environ 12 000 ans, laissent place derrière elles dans l'actuelle vallée du fleuve Saint-Laurent à une vaste mer intérieure, la mer de Champlain et au lac glaciaire Iroquois, ainsi qu'à la mer de Tyrrell. 

## Aujourd'hui

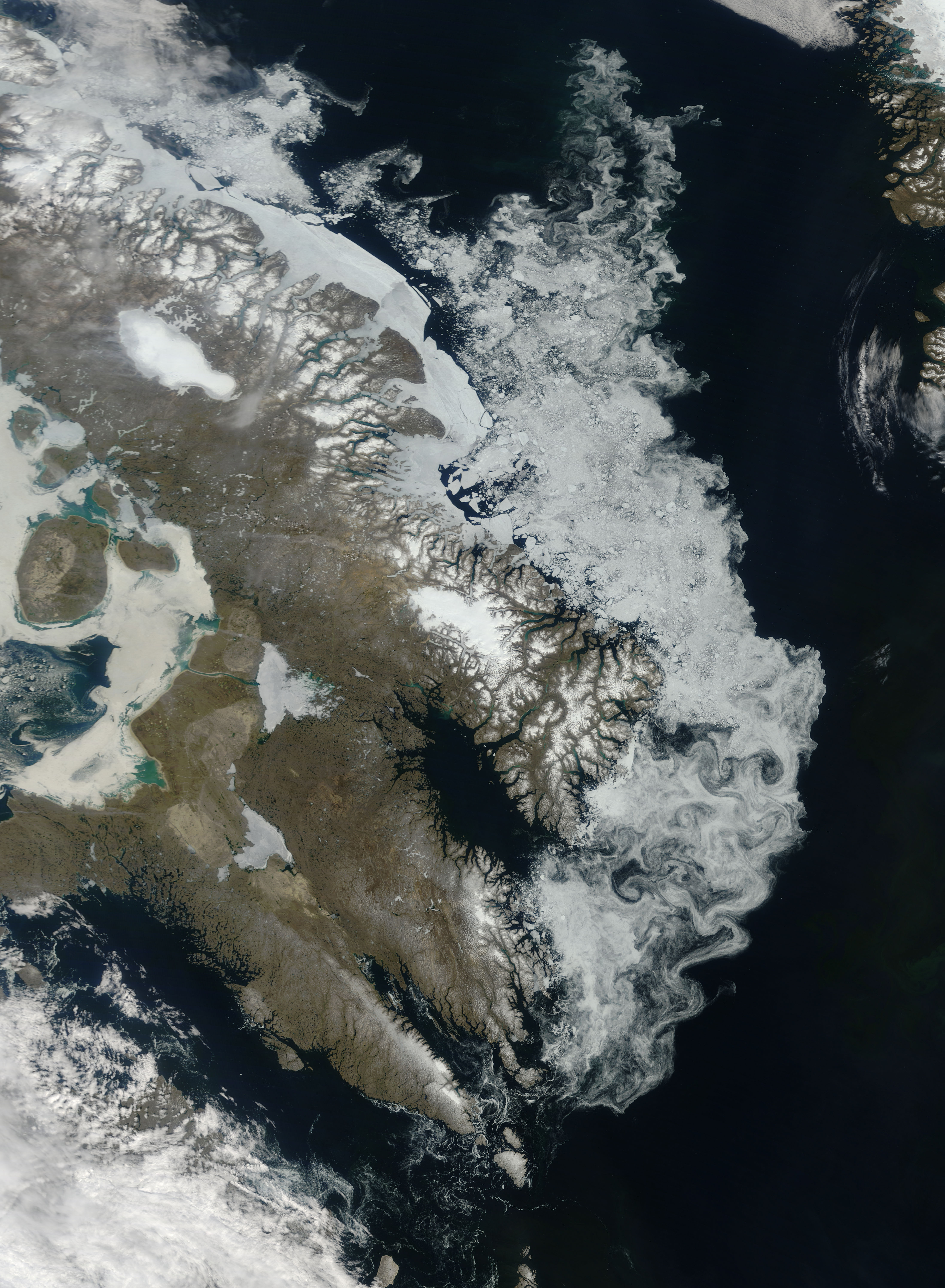
La calotte glaciaire de Barnes, sur l'île de Baffin : ce qui reste de l'inlandsis laurentidien

La plus ancienne glace du Canada, âgée de 20 000 ans, est ce qui reste de l'Inlandsis laurentidien : c'est la calotte glaciaire de Barnes, située sur l'île de Baffin. D'autres reliques se trouvent sous les rochers autour du lac Deboullie, au nord du Maine (États-Unis).